# Tratado de York
El Tratado de York fue firmado en 1237 por Enrique III de Inglaterra y Alejandro II de Escocia. Este tratado marcaba la situación de la frontera de Inglaterra y Escocia que sigue imperando, con ligeras modificaciones, en la actualidad, señalando el Fiordo de Solway (en el oeste) y el río Tweed (en el este) como límites naturales entre ambos reinos. Tras la firma de este tratado, Alejandro II abandonó definitivamente las aspiraciones escocesas a dominar las regiones de Northumbria y Cumbria.
- Datos: Q2230310